# Storia di fantasmi

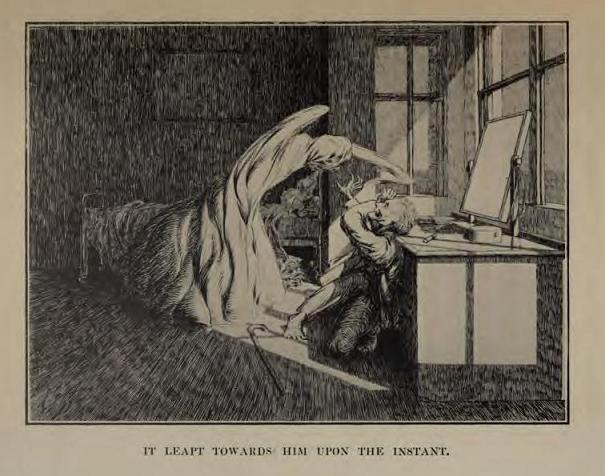
Illustrazione di James McBryde del 1904 per il racconto di M. R. James Oh, Whistle, And I'll Come To You, My Lad.

Una storia di fantasmi è qualsiasi opera di finzione o dramma che includa un fantasma, o semplicemente assuma come premessa la possibilità che i fantasmi esistano, o la credenza dei personaggi in essi. Lo spirito o personalità disincarnata può apparire spontaneamente o essere evocato dalla magia. Lo spirito è di solito quello di una persona defunta, o più raramente di una persona vivente o non nata. Appartengono al genere anche le storie di "infestazione", dove un'entità soprannaturale (come uno spirito o un demone) è legata a un luogo, un oggetto o una persona.
Benché il termine "storia di fantasmi" si possa colloquialmente riferire a narrazioni di qualsiasi lunghezza e tipo, in senso proprio la storia di fantasmi si sviluppò come una forma di racconto all'interno della narrativa di genere ed è spesso una storia dell'orrore; si tratta della forma più comune di narrativa fantastica basata sul soprannaturale.
Sebbene le storie di fantasmi siano spesso esplicitamente destinate a spaventare, sono state scritte per molti scopi, dalla commedia ai racconti morali. I fantasmi appaiono spesso nella narrativa come sentinelle o profeti di cose a venire. La credenza nei fantasmi si trova in tutte le culture del mondo, pertanto le storie di fantasmi possono essere tramandate oralmente o in forma scritta.

## Storia

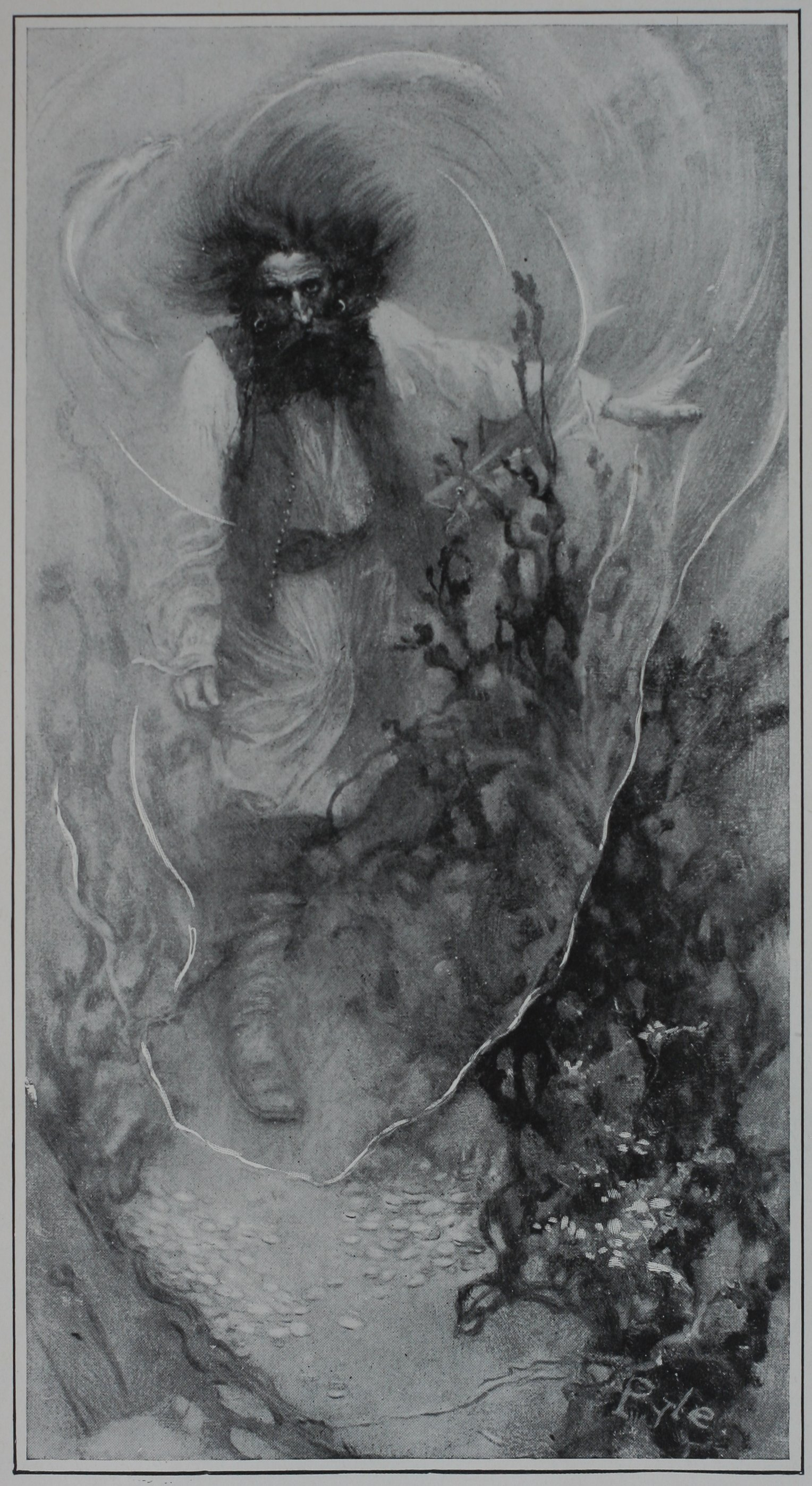
Il fantasma di un pirata, dal Libro dei pirati di Howard Pyle (1903). Originariamente pubblicato per il racconto di William Sharp Cap'n Goldsack, su Harper's Magazine, luglio 1902.

Una credenza diffusa riguardo ai fantasmi è che siano composti da un materiale nebbioso, aereo o sottile. Gli antropologi collegano quest'idea alle prime credenze che i fantasmi fossero la persona all'interno della persona (lo spirito della persona), più evidente nelle culture antiche come il respiro di una persona, che espirando nei climi più freddi appare visibilmente come una nebbiolina bianca. La credenza nei fantasmi si trova in tutte le culture del mondo, pertanto le storie di fantasmi possono essere tramandate oralmente o in forma scritta.
Le storie di falò (o "a lume di candela"), una forma di narrazione orale, spesso implicano il racconto di storie di fantasmi o altre storie spaventose. Alcune delle storie sono vecchie di decenni, con versioni diverse in più culture. Molte scuole e istituzioni educative incoraggiano la narrazione di fantasmi come parte della letteratura.
Nel 1929 cinque caratteristiche chiave della storia di fantasmi britanniche vennero identificate in Some Remarks on Ghost Stories di M. R. James; Riassunte da Frank Coffman per un corso di letteratura immaginativa popolare, erano:
- La pretesa della verità
- "Un piacevole terrore"
- Nessuno spargimento di sangue o sesso gratuito
- Nessuna "spiegazione del meccanismo"
- Ambientazione odierna.

L'introduzione delle riviste pulp nei primi anni del Novecento aprì nuove strade per la pubblicazione di storie di fantasmi, che iniziarono inoltre ad apparire in periodici popolari ad ampissima diffusione come Good Housekeeping e The New Yorker.

## Letteratura

### Primi esempi

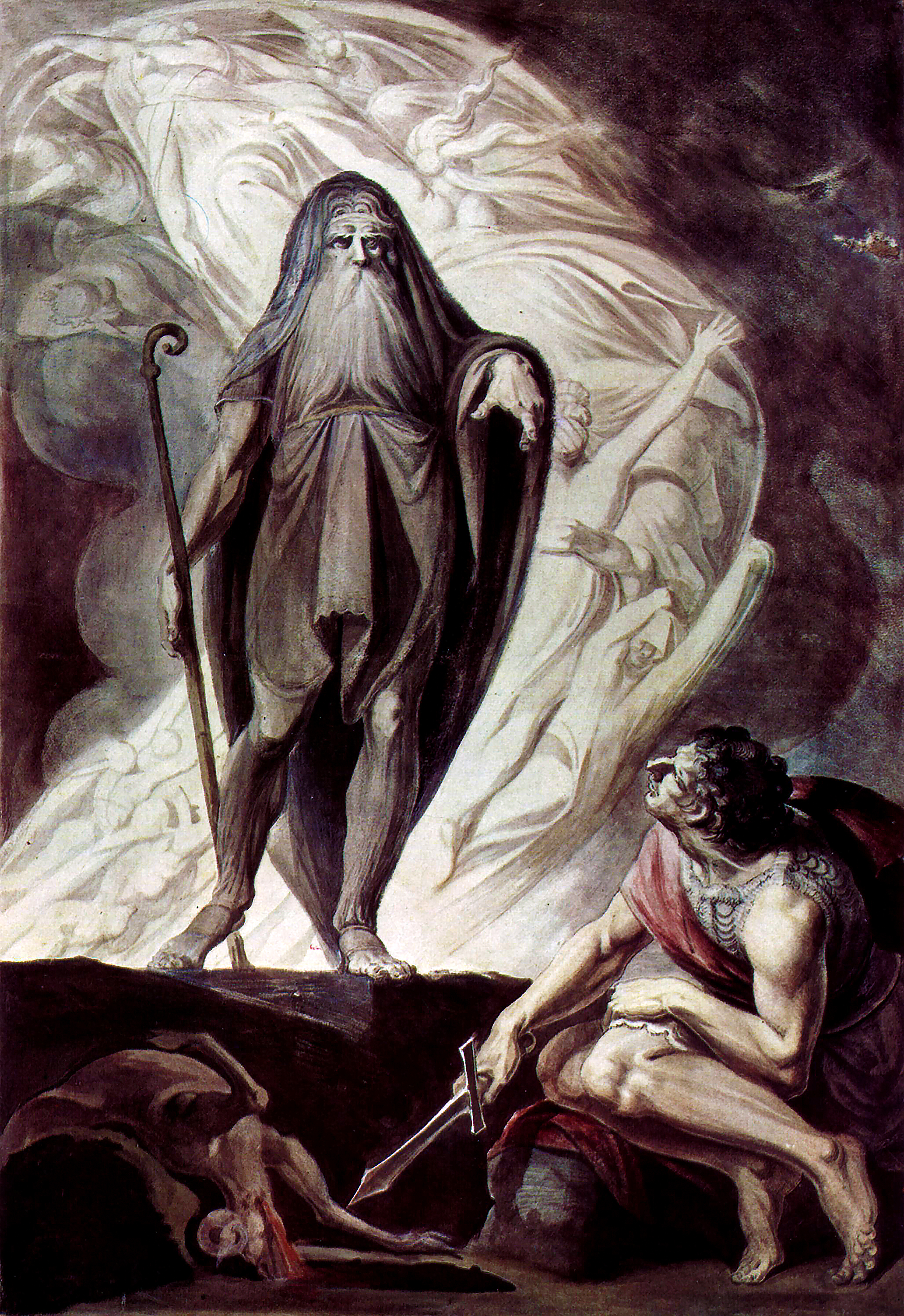
Lo spirito di Tiresia appare a Odisseo (acquerello e tempera su cartone, c. 1780-1785, di Johann Heinrich Füssli, Albertina, Vienna).

Frammento di giara iscritta in ieratico che riporta un brano del Racconto del fantasma, tra il 1292 e il 1076 a.C. (Nuovo Regno dell'Egitto), da Deir el-Medina. Museo Egizio, Torino.

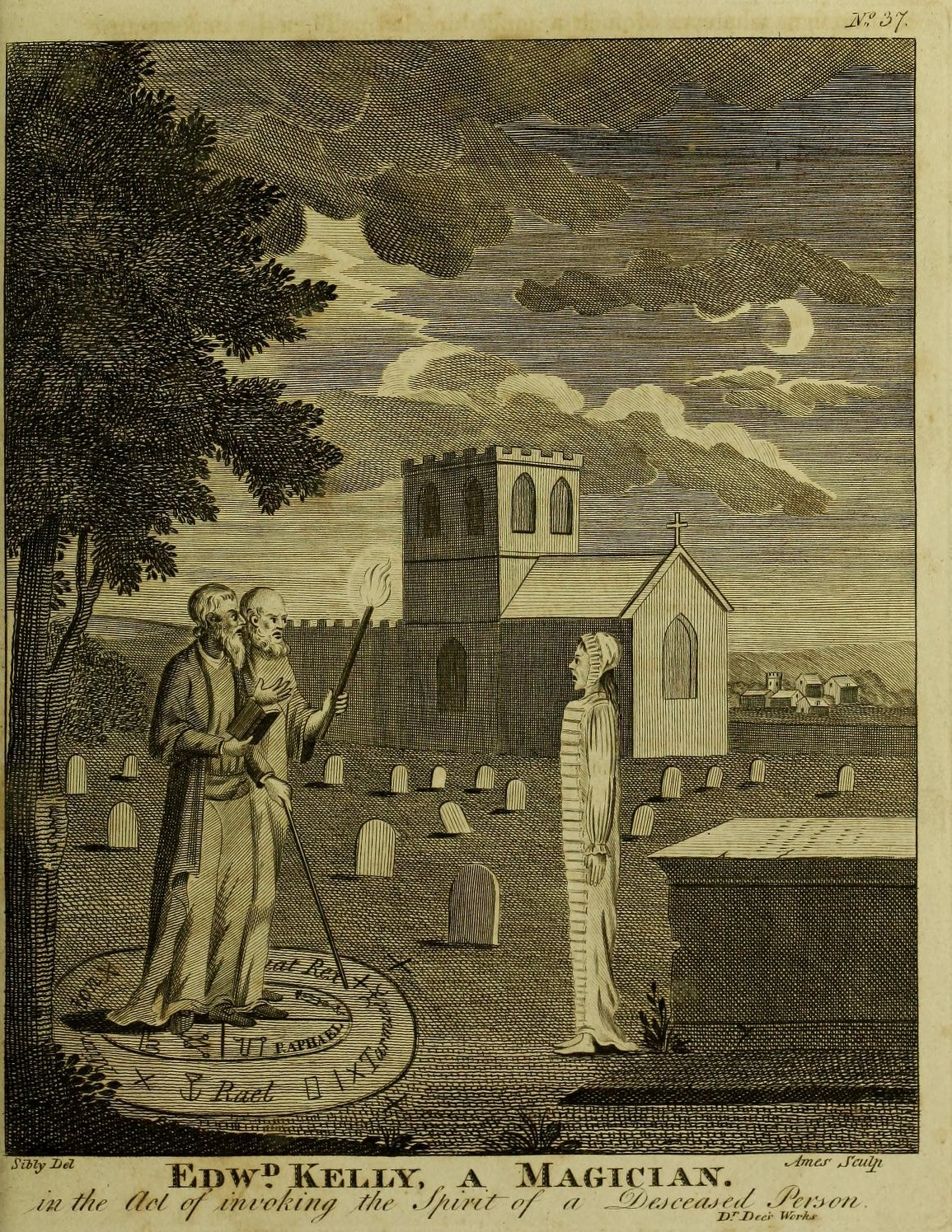
Gli esoteristi John Dee ed Edward Kelley mentre invocano lo spirito di una persona deceduta (incisione da Astrology da Ebenezer Sibly, 1806).

La forma letteraria della storia di fantasmi ha subìto una lunga gestazione.
I fantasmi nel mondo classico apparivano spesso sotto forma di vapore o fumo, ma altre volte venivano descritti come sostanziali, apparendo come erano al momento della morte, completi delle ferite che li avevano uccisi. Gli spiriti dei morti compaiono in letteratura già nell'Odissea di Omero (IX secolo a.C.), che presenta un viaggio negli inferi dell'eroe Ulisse che vi incontra lo spirito del defunto veggente Tiresia, così come l'Antico Testamento in cui la Strega di Endor chiama lo spirito del profeta Samuele.
L'opera teatrale Mostellaria del drammaturgo romano Plauto (III secolo a.C.) è la prima opera conosciuta che presenta una dimora infestata. Un'altra precoce esposizione di un luogo infestato proviene da un resoconto di Plinio il Giovane (c. 50 d.C.), il quale descrive l'infestazione di una casa ad Atene da parte di un fantasma legato in catene, un archetipo che sarebbe diventato familiare nella letteratura successiva.
I fantasmi apparivano spesso nelle tragedie dello scrittore romano Seneca, che in seguito avrebbe influenzato la rinascita della tragedia sulla scena rinascimentale, in particolare con Thomas Kyd e Shakespeare.
Le Mille e una notte contiene una serie di storie di fantasmi, che spesso coinvolgono dei jinn, ghoul e cadaveri; in particolare, il racconto Ali il cairota e la casa stregata di Baghdad ruota attorno a una casa infestata dai jinn. Anche altra letteratura araba medievale, come l'Enciclopedia dei Fratelli della Purezza (Rasāʾil Ikhwān al-Ṣafāʾ) contiene storie di fantasmi.
Nella letteratura cinese abbondano le storie di fantasmi: Pu Songling (1640-1715) ne raccolse oltre 300 nei suoi Racconti straordinari dello studio Liao (聊齋誌異T, 聊斋志异S, Liáozhāi zhìyìP). L'opera giapponese dell'XI secolo Genji monogatari (源氏物語? lett. "Il racconto di Genji") contiene storie di fantasmi (kwaidan) e presenta personaggi posseduti dagli spiriti.

### Teatro rinascimentale inglese

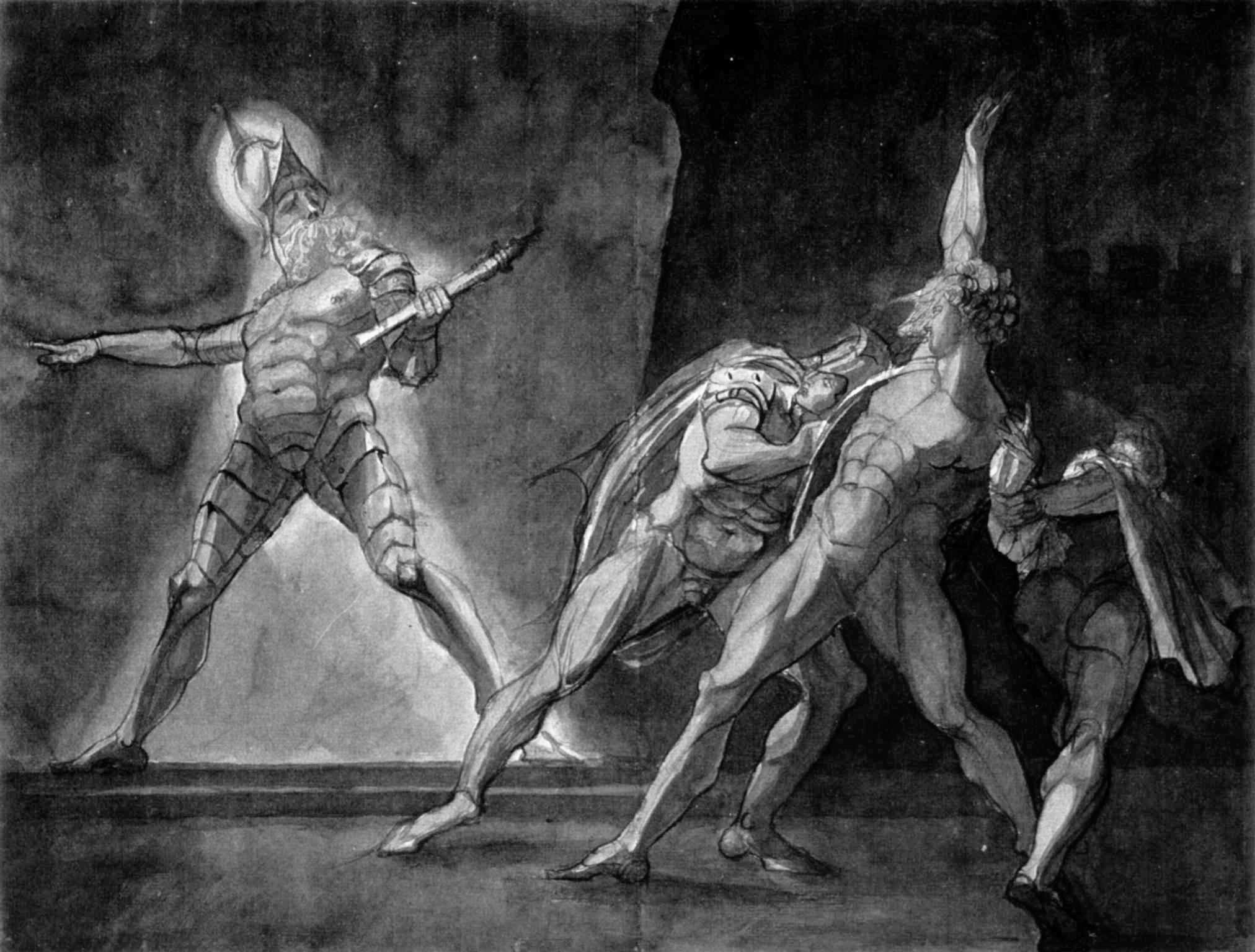
Amleto e il fantasma di suo padre, di Johann Heinrich Füssli (disegno del 1780). Il fantasma indossa un'armatura a piastre stilizzata nello stile del XVII secolo, tra cui un elmo di tipo morione e nappe. Raffigurare i fantasmi mentre indossano un'armatura, per suggerire un senso di antichità, era comune nel teatro elisabettiano.

A metà del XVI secolo, le opere di Seneca furono riscoperte dagli umanisti italiani, divenendo modelli per la rinascita della tragedia. L'influenza di Seneca è particolarmente evidente ne La tragedia spagnola di Thomas Kyd e nell'Amleto di William Shakespeare: entrambe le opere condividono un tema di vendetta e un climax disseminato di cadaveri e fantasmi tra i personaggi. Anche i fantasmi di Riccardo III assomigliano al modello di Seneca, mentre il fantasma di Amleto gioca un ruolo più complesso. L'ombra del padre assassinato di Amleto è diventata uno dei fantasmi più riconoscibili nella letteratura inglese. In un'altra delle opere di Shakespeare, il Macbeth, l'assassinato Banco ritorna come fantasma con sgomento del personaggio di Macbeth.
Nel teatro rinascimentale inglese i fantasmi erano spesso raffigurati nei panni dei viventi e persino in armatura. L'armatura, essendo obsoleta al tempo del Rinascimento, conferiva al fantasma del palcoscenico un senso di antichità. Il fantasma col sudario iniziò a guadagnare terreno sul palco nell'Ottocento perché un fantasma corazzato doveva essere spostato da complicati sistemi di pulegge o ascensori, divenendo alla fine un cliché da palcoscenico e oggetto di ridicolo. Ann Jones e Peter Stallybrass, in Renaissance Clothing and the Materials of Memory, sottolineano: "In effetti, è quando le risate minacciano sempre più il fantasma che inizia a essere messo in scena non in armatura ma in una qualche forma di 'drappeggio spirituale'". Un'osservazione interessante di Jones e Stallybrass è che "nel momento storico in cui i fantasmi stessi diventano sempre meno plausibili, almeno per un'élite istruita, per credere in loro sembra necessario affermare la loro immaterialità, la loro invisibilità. [... ] Il drappeggio dei fantasmi ora deve essere davvero spirituale quanto i fantasmi stessi. Questo è un sorprendente allontanamento sia dai fantasmi della scena rinascimentale, sia dai fantasmi teatrali greci e romani a cui quella scena attingeva. La caratteristica più evidente dei fantasmi rinascimentali è proprio la loro grossolana materialità. Ci appaiono vistosamente vestiti."
In Spagna spicca la leggenda di fantasma di Catalina Lercaro, una giovane donna del XVI secolo, che si suicidò per non dover sposare un uomo che non amava. Da qui molte persone affermano di vedere il suo fantasma.

### Nelleborder ballad
I fantasmi hanno avuto un ruolo di primo piano nelle ballate tradizionali anglosassoni del XVI e XVII secolo, in particolare le "border ballad" del turbolento confine tra Inghilterra e Scozia. Tra le ballate di questo tipo vi sono The Unquiet Grave, The Wife of Usher's Well e Sweet William's Ghost, che presentano il tema ricorrente del ritorno di amanti o bambini morti. Nella ballata King Henry, un fantasma particolarmente affamato divora il cavallo del re e perseguita il sovrano prima di costringerlo a letto. Il re si sveglia e trova il fantasma trasformato in una bellissima donna.

### Età romantica

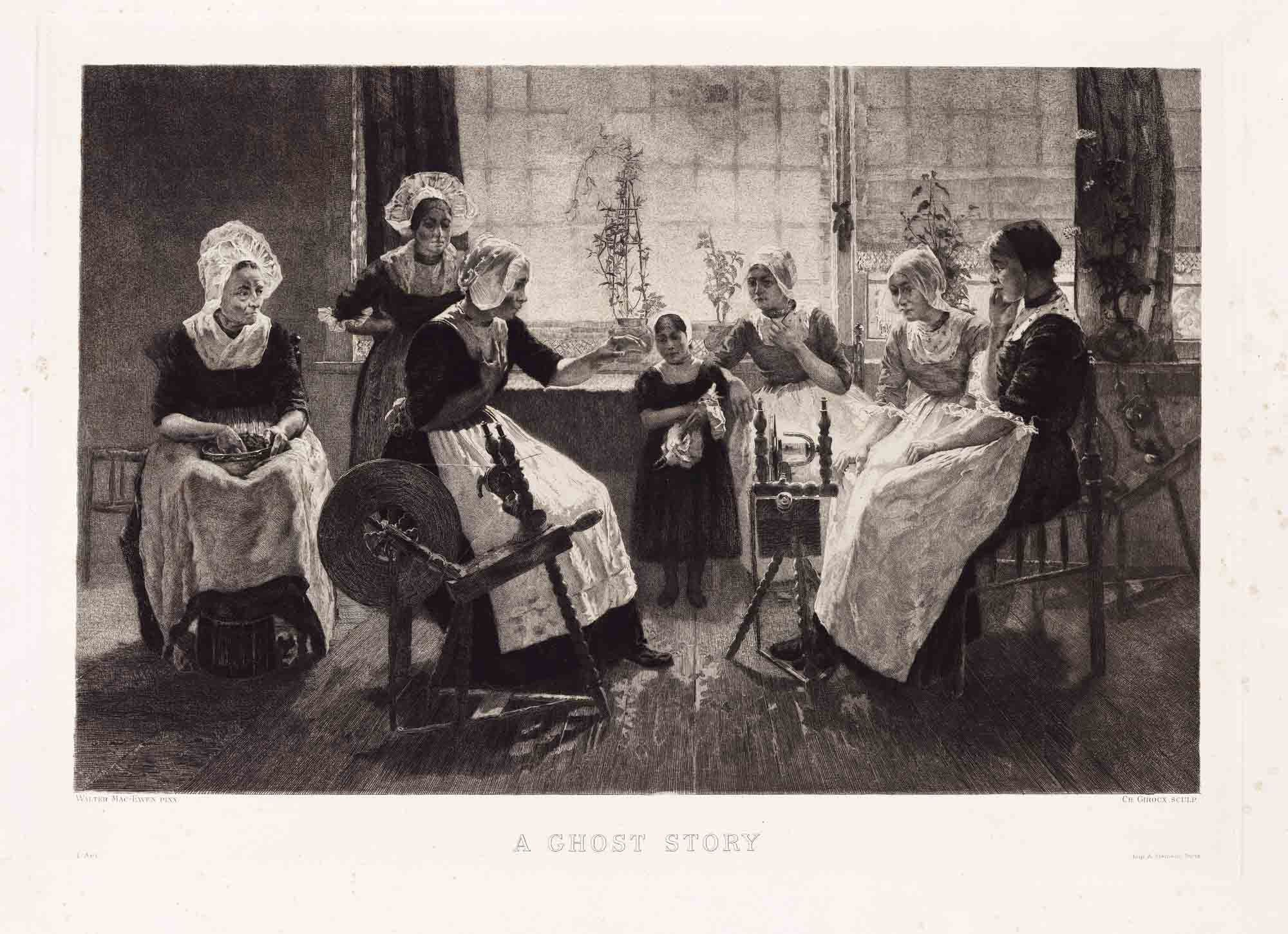
Raffigurazione di una donna che racconta una storia di fantasmi. Acquaforte da Walter Mac-Evant, fine del XIX secolo.

Una delle prime apparizioni chiave dei fantasmi fu Il castello di Otranto (The Castle of Otranto) di Horace Walpole nel 1764, considerato il primo romanzo gotico. Sebbene la storia di fantasmi condivida l'uso del soprannaturale con il romanzo gotico, le due forme in realtà differiscono. Le storie di fantasmi, a differenza della narrativa gotica, di solito si svolgono in un tempo e in un luogo vicino al pubblico della storia.
Il racconto moderno emerse in Germania nei primi decenni del XIX secolo. La mendicante di Locarno (Das Bettelweib von Locarno) di Heinrich von Kleist, pubblicata nel 1810, e molte altre opere del periodo rivendicano lo status di primi racconti di fantasmi di tipo moderno. Tra le storie di fantasmi di ETA Hoffmann vi sono Una storia di fantasmi (Eine Spukgeschichte, 1819), Der Elementargeist (1821) e Le miniere di Falun (Die Bergwerke zu Falun, 1911).
L'equivalente russo della storia di fantasmi è il bylichka (Быличка). Tra gli esempi notevoli del genere degli anni trenta dell'Ottocento vi sono i racconti Vij di Gogol' e La dama di picche di Puškin, anche vi sono state decine di altre storie di scrittori meno noti, prodotte principalmente come narrativa natalizia. La catena montuosa dei Vosgi è l'ambientazione per la maggior parte delle storie di fantasmi del duo di sceneggiatori francesi Erckmann-Chatrian.
Uno dei primi scrittori di storie di fantasmi in lingua inglese fu sir Walter Scott: le sue storie di fantasmi La novella di Willie il vagabondo (Wandering Willie's Tale, 1824, pubblicata per la prima volta come parte di Redgauntlet) e La camera degli arazzi (The Tapestried Chamber, 1828) evitavano lo stile di scrittura "gotico" e aiutarono a dare l'esempio per gli scrittori successivi del genere.

### "L'epoca d'oro delle storie di fantasmi"
Lo storico della storia di fantasmi Jack Sullivan ha notato che molti critici letterari sostengono che sia esistita una "epoca d'oro della storia di fantasmi" tra il declino del romanzo gotico nel 1830 e l'inizio della prima guerra mondiale. Sullivan sostiene che le opere di Edgar Allan Poe e Sheridan Le Fanu inaugurarono tale "età dell'oro".
L'autore irlandese Sheridan Le Fanu è stato uno degli scrittori più influenti di storie di fantasmi: le sue raccolte, come Un oscuro scrutare (In a Glass Darkly, 1872) e I misteri di padre Purcell (The Purcell Papers, 1880), hanno contribuito a rendere popolare il racconto come mezzo per la narrativa sui fantasmi. Charlotte Riddell, che ha scritto romanzi come Mrs. JH Riddell, ha creato storie di fantasmi note per l'abile uso del tema della casa stregata.

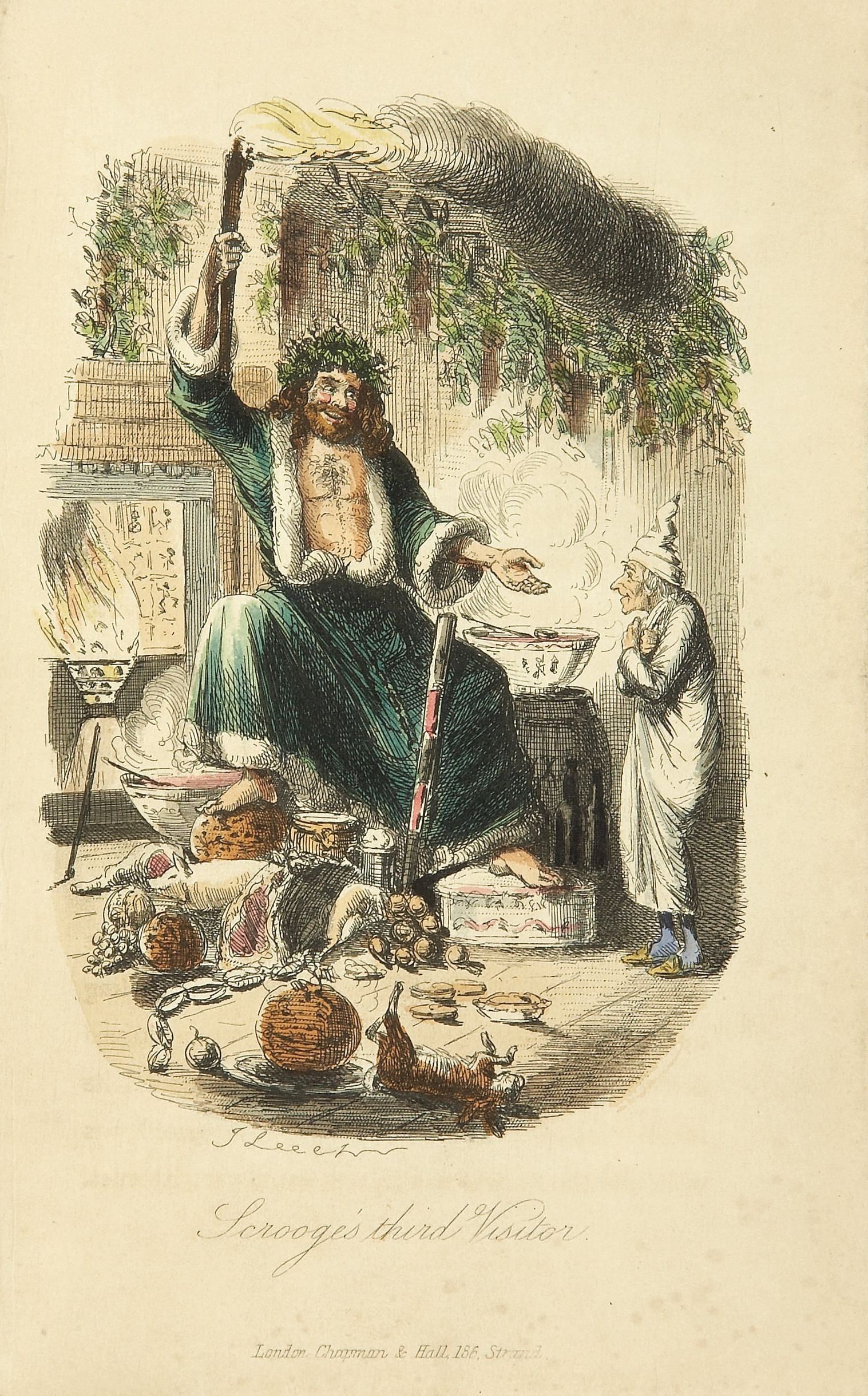
Acquaforte del XIX secolo di John Leech dello Spirito del Natale Presente come raffigurato nel Canto di Natale di Charles Dickens

La "classica" storia di fantasmi è nata durante il periodo vittoriano e includeva autori come M. R. James, Le Fanu, Violet Hunt ed Henry James. Le storie di fantasmi classiche sono state influenzate dalla tradizione della narrativa gotica e contengono elementi di folclore e psicologia. MR James ha riassunto gli elementi essenziali di una storia di fantasmi come: "Malevolenza e terrore, il bagliore dei volti malvagi, 'il ghigno lapideo della malizia soprannaturale', il perseguimento di forme nell'oscurità e 'lunghe e lontane urla', sono tutti sul posto, e così vi è un po' di sangue, versato deliberatamente e accuratamente curato...”.
Famose apparizioni letterarie del periodo vittoriano sono i fantasmi del Canto di Natale (A Christmas Carol) di Dickens, in cui il protagonista Ebenezer Scrooge è aiutato a vedere l'errore dei suoi modi dal fantasma del suo defunto collega Jacob Marley, e dagli spiriti del Natale passato, Natale presente e Natale futuro. Come precursore del Canto di Natale Dickens scrisse La storia dei folletti che rapirono un becchino (The Story of the Goblins Who Stole a Sexton), all'interno de Il Circolo Pickwick. Dickens scrisse anche Il segnalatore (The Signal-Man), un'altra opera con un fantasma.

#### Stile jamesiano
David Langford ha descritto l'autore britannico M. R. James come autore del "canone di storie di fantasmi più influente del XX secolo". James perfezionò un metodo di narrazione che da allora è diventato noto come jamesiano, che prevedeva l'abbandono di molti degli elementi gotici tradizionali dei suoi predecessori. Il classico racconto jamesiano di solito comprende i seguenti elementi:
1. un'ambientazione caratteristica in un villaggio inglese, una città di mare o una tenuta di campagna; un'antica città in Francia, Danimarca o Svezia; o una venerabile abbazia o università.
2. protagonista (spesso di natura riservata) un anonimo e un po' ingenuo gentiluomo-studioso.
3. la scoperta di un vecchio libro o di un altro oggetto d'antiquariato che in qualche modo sblocca, richiama l'ira, o almeno attira l'attenzione sgradita di una minaccia soprannaturale, di solito dall'oltretomba.

Secondo MR James, la storia deve "mettere il lettore nella posizione di dire a se stesso: "Se non sto molto attento, potrebbe succedermi qualcosa del genere!'" James perfezionò inoltre la tecnica di narrazione di eventi soprannaturali attraverso l'implicazione e la suggestione, lasciando che il suo lettore riempia gli spazi vuoti e concentrandosi sui dettagli banali delle sue ambientazioni e personaggi per mettere in maggiore rilievo gli elementi orribili e bizzarri. Egli riassunse il suo approccio nella prefazione all'antologia Ghosts and Marvels (Oxford, 1924): "Due ingredienti più preziosi nella creazione di una storia di fantasmi sono, per me, l'atmosfera e il crescendo ben gestito... Veniamo dunque presentati agli attori in modo placido; vediamoli svolgere le loro faccende ordinarie, indisturbati da presentimenti, compiaciuti di ciò che li circonda; e in questo ambiente calmo lasciate che la cosa minacciosa sporga la testa, dapprima discretamente, e poi più insistentemente, finché non regge la scena."
Un altro aspetto che James considerava un requisito era "che il fantasma fosse malevolo o odioso: le apparizioni amabili e utili vanno benissimo nelle fiabe o nelle leggende locali, ma non mi servono in una storia di fantasmi".
Nonostante il suo suggerimento nel saggio Stories I Have Tried to Write che gli scrittori utilizzino una certa reticenza nelle loro opere, molti dei racconti di James descrivono scene e immagini di violenza selvaggia e spesso inquietante.

### Scrittori americani del XIX secolo

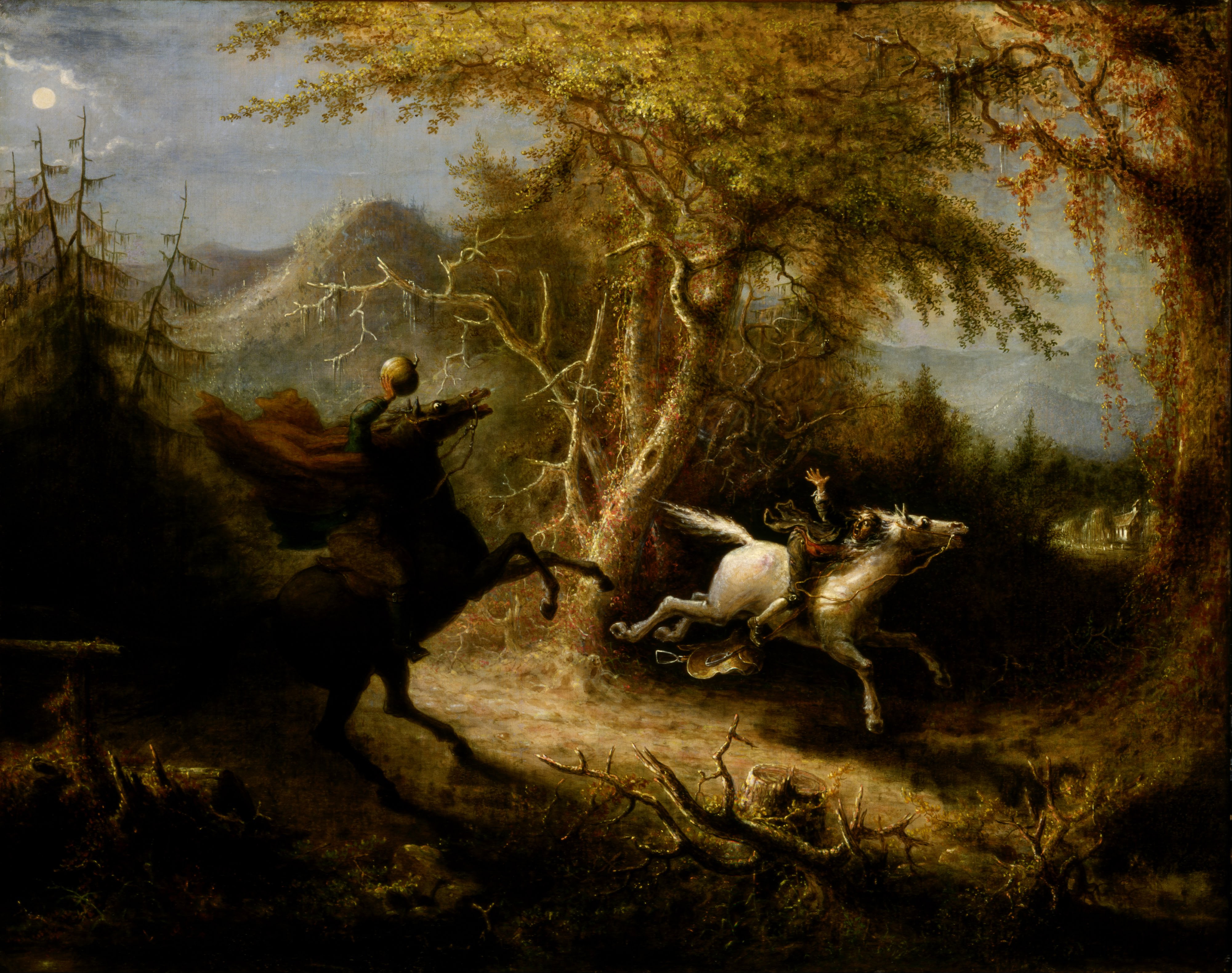
Il Cavaliere senza testa insegue Ichabod Crane (il protagonista de La leggenda di Sleepy Hollow di Washington Irving), un soggetto di molti pittori del XVIII e XIX secolo.

Influenzati dagli esempi britannici e tedeschi, gli scrittori americani iniziarono a produrre le proprie storie di fantasmi. Il racconto di Washington Irving La leggenda di Sleepy Hollow (1820), basato su un precedente racconto popolare tedesco, presenta un cavaliere senza testa. È stato adattato molte volte per il cinema e la televisione, come Il mistero di Sleepy Hollow, un film di successo del 1999. Irving scrisse anche L'avventura dello studente tedesco ed Edgar Allan Poe scrisse alcune storie che contengono fantasmi, come La maschera della morte rossa e Morella.
Alla fine del XIX secolo, gli autori americani tradizionali come le scrittrici Edith Wharton, Mary E. Wilkins Freeman e F. Marion Crawford hanno scritto tutti romanzi sui fantasmi. Henry James a sua volta scrisse storie di fantasmi, tra cui il famoso Il giro di vite (The Turn of the Screw, 1898). Il giro di vite è apparso anche in una serie di adattamenti, in particolare nel film Suspense (1961) e nell'opera omonima di Benjamin Britten del 1954.

### Commedie e opera

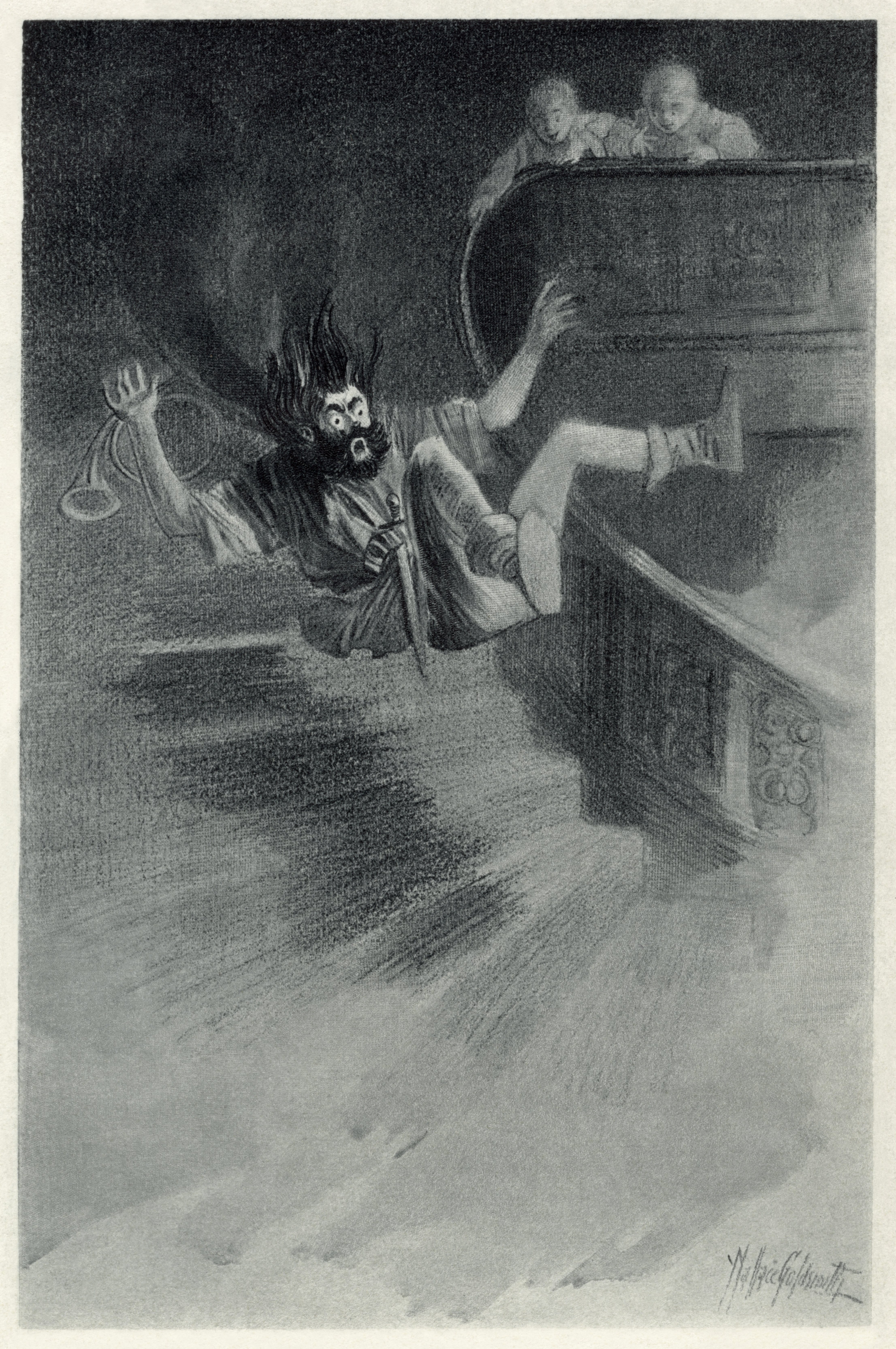
Illustrazione del 1909 di Wallace Goldsmith per Il fantasma di Canterville.

L'opera di Oscar Telgmann Leo, the Royal Cadet (1885) include Judge's Song su un fantasma al Royal Military College of Canada a Kingston, Ontario.
Il racconto comico di Oscar Wilde Il fantasma di Canterville (The Canterville Ghost , 1887) è stato adattato per il cinema e la televisione in numerose occasioni.
Negli Stati Uniti, prima e durante la prima guerra mondiale, i folkloristi Olive Dame Campbell e Cecil Sharp raccolsero ballate dal popolo dei monti Appalachi, che includevano temi spettrali come The Cruel Ship's Carpenter, The Suffolk Miracle, The Unquiet Grave e The Wife of Usher's Well. Il tema di queste ballate era spesso il ritorno di un amante morto. Queste canzoni erano varianti delle tradizionali ballate britanniche tramandate da generazioni di alpinisti discendenti dal popolo della regione di confine anglo-scozzese.

### Orrore psicologico
Nell'Età edoardiana, Algernon Blackwood (che combinò la storia di fantasmi con il misticismo naturale), Oliver Onions (le cui storie di fantasmi attingevano all'orrore psicologico), e William Hope Hodgson (i cui racconti di fantasmi contenevano anche elementi di storie di mare e fantascienza) hanno contribuito a spostare la storia di fantasmi in nuove direzioni.
Il fantasma può essere presente solo nella mente delle persone, dando origine alla storia di fantasmi psicologica.

### Kwaidan

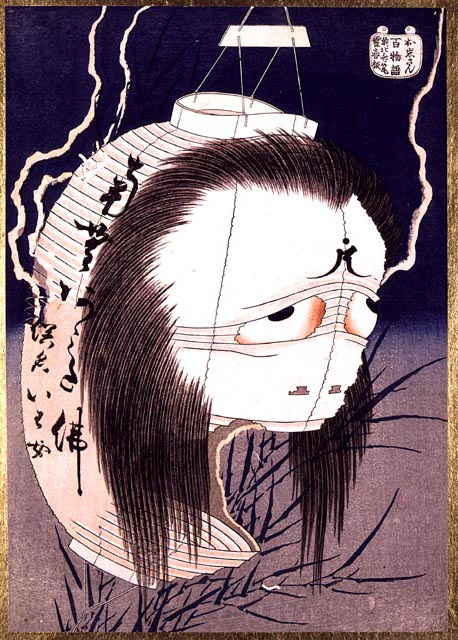
Stampa di Katsushika Hokusai: illustrazione per una classica storia kaidan giapponese Yotsuya dalla serie Mille racconti (Hyaku monogatari). Il fantasma di Oiwa si manifesta come una chōchin-obake ("lampada di carta fantasma").

Il kwaidan o kaidan (怪談), che letteralmente significa "racconto soprannaturale" o "racconto strano", è una forma di storia di fantasmi giapponese. Il kwaidan è entrato nel vernacolo quando un gioco intitolato Hyakumonogatari kaidankai (百物語怪談会? lett. insieme di cento racconti fantastici) divenne popolare nel periodo Edo. La popolarità del gioco, così come l'acquisizione di una macchina da stampa, ha portato alla creazione di un genere letterario chiamato Kaidanshu. I kwaidan non sono sempre storie dell'orrore, possono "essere divertenti o strane, o semplicemente raccontare una cosa strana che è successa una volta".
Lafcadio Hearn pubblicò Kwaidan: Stories and Studies of Strange Things nel 1904 come raccolta di storie di fantasmi giapponesi che venne anche adattata in un film omonimo. Il libro "è visto come la prima introduzione della superstizione giapponese al pubblico europeo e americano".

### Età moderna (dal 1920 in poi)
L'introduzione delle riviste pulp nei primi anni del Novecento aprì nuove strade per la pubblicazione di storie del genere; riviste statunitensi nate negli anni venti e trenta come Weird Tales e Unknown pubblicavano numerose storie classiche di fantasmi, che iniziarono inoltre ad apparire in periodici generalisti ad ampissima diffusione come Good Housekeeping e The New Yorker. La rivista pulp Ghost Stories, che conteneva quasi solo storie di fantasmi, fu pubblicata dal 1926 al 1932.
A partire dagli anni quaranta, Fritz Leiber scrisse racconti di fantasmi trasponendo l'immaginario di MR James in ambientazioni urbane statunitensi, come Il fantasma di fumo (Smoke Ghost, 1941) e Un frammento del mondo oscuro (A Bit of the Dark World, 1962). Ciò nonostante la storia di fantasmi rimase un genere relativamente poco sfruttato, benché occasionalmente ripreso da Joseph Payne Brennan e Russell Kirk; una notevole eccezione in questo panorama è costituita da Shirley Jackson, che diede un importante contributo al genere con il suo romanzo L'incubo di Hill House (The Haunting of Hill House, 1959). Lo scrittore britannico Kingsley Amis pubblicò nel 1969 The Green Man, la sua maggiore opera fantasy, coniugando la storia di fantasmi con la favola morale e il romanzo umoristico.
Un noto scrittore britannico moderno di narrativa con fantasmi è Ramsey Campbell. Susan Hill produsse La donna in nero (The Woman in Black, 1983), un romanzo di fantasmi che è stato adattato per il teatro, la televisione e il cinema.
L'opera teatrale Spirito allegro (Blithe Spirit) di Noël Coward, in seguito trasformata in un film omonimo del 1945, pone un accento più umoristico sul fenomeno dell'infestazione di individui e luoghi specifici.

## Cinema

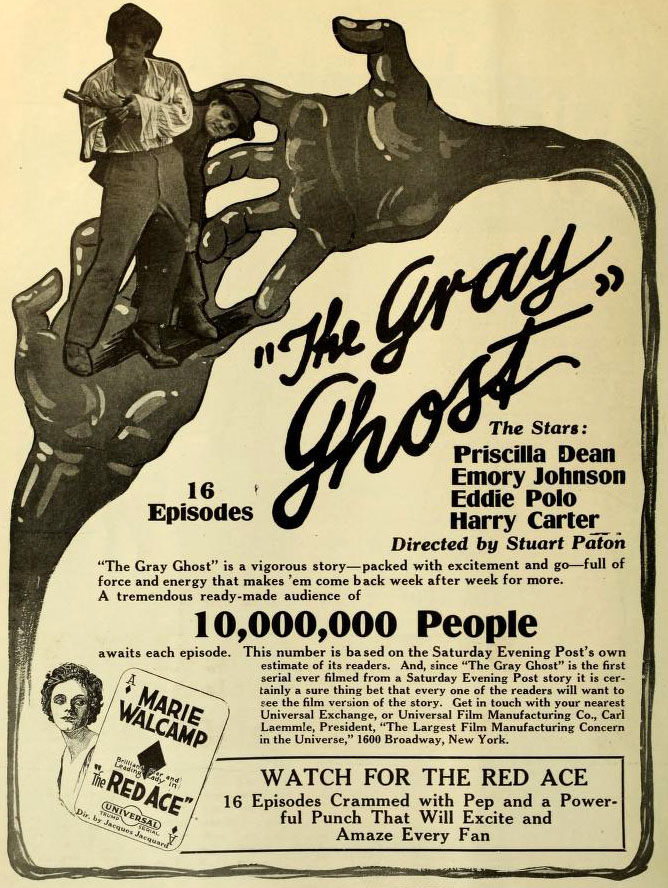
Locandina del film Il re dell'audacia (The Gray Ghost, 1917).

Durante la fine degli anni 1890 la rappresentazione di fantasmi e di eventi soprannaturali apparve nei film. Con l'avvento del cinema e della televisione, le rappresentazioni sullo schermo dei fantasmi sono diventate comuni e hanno abbracciato una varietà di generi. Le opere di Shakespeare, Dickens e Wilde sono state tutte trasformate in versioni cinematografiche, così come adattamenti di altri drammaturghi e romanzieri. Uno dei cortometraggi più famosi fu Le manoir du diable diretto da Georges Méliès nel 1896, anche considerato il primo cortometraggio muto che ritrae fantasmi ed eventi soprannaturali.
Nel 1926 fu pubblicato il romanzo Topper di Thorne Smith, che lanciò il personaggio del fantasma moderno americano. Quando il romanzo venne adattato nel film La via dell'impossibile (Topper) del 1937, diede il via a un nuovo genere cinematografico che influenzò poi la televisione. Dopo la seconda guerra mondiale, le rappresentazioni sentimentali di fantasmi erano diventate più popolari nel cinema che nell'orrore: tra queste il film del 1947 Il fantasma e la signora Muir (The Ghost and Mrs.), che fu successivamente adattato alla televisione con una serie TV di successo del 1968-1970, La signora e il fantasma. Tra gli autentici film horror psicologici di questo periodo vi sono La casa sulla scogliera (The Uninvited, 1944) e Incubi notturni (Dead of Night, 1945). In questo periodo venne prodotto anche il film Spirito allegro (Blithe Spirit), basato sull'omonima opera teatrale di Noël Coward. Il 1963 vide uno dei primi grandi adattamenti di un romanzo di fantasmi, Gli invasati (The Haunting), basato sul noto romanzo L'incubo di Hill House (The Haunting of Hill House).
Le rappresentazioni di fantasmi sullo schermo degli anni settanta divergono in generi distinti del romantico e dell'orrore. Un tema comune nel genere romantico di questo periodo è il fantasma come guida o messaggero benevolo, spesso con questioni in sospeso, come L'uomo dei sogni (Field of Dreams, 1989), il film Ghost - Fantasma del 1990 e la commedia 4 fantasmi per un sogno (Heart and Souls) del 1993. Nel genere horror, Fog (The Fog) del 1980 e la serie di film Nightmare (A Nightmare on Elm Street) degli anni ottanta e novanta sono esempi notevoli della tendenza alla fusione di storie di fantasmi con scene di violenza fisica. Gli anni novanta hanno visto un ritorno ai classici fantasmi "gotici", i cui pericoli erano più psicologici che fisici. Tra gli esempi di film commedia di questo periodo vi è Ghostbusters - Acchiappafantasmi (Ghostbusters, 1984), per il thriller invece The Sixth Sense - Il sesto senso del 1999 e The Others del 2001. Gli anni novanta videro anche un adattamento spensierato del personaggio per bambini Casper (Casper the Friendly Ghost), originariamente popolare in forma di cartone animato negli anni cinquanta e all'inizio degli anni sessanta, nel film Casper del 1995.
Il cinema asiatico ha a sua volta prodotto film horror sui fantasmi, come il film giapponese del 1998 Ring (Ringu; rifatto negli Stati Uniti come The Ring nel 2002) e il film dei fratelli Pang del 2002 The Eye. I film sui fantasmi indiani sono popolari non solo in India, ma anche in Medio Oriente, Africa, Sud-Est asiatico e in altre parti del mondo. Alcuni film di fantasmi indiani come la commedia / film horror Manichitrathazhu sono stati successi commerciali, doppiati in diverse lingue. Generalmente i film si basano sulle esperienze di persone moderne che sono inaspettatamente esposte ai fantasmi e di solito attingono alla letteratura tradizionale indiana o al folklore. In alcuni casi i film indiani sono remake di film occidentali, come Anjaane del 2005, basato sulla storia di fantasmi di Alejandro Amenábar The Others.

## Televisione
Nella programmazione della fiction televisiva, i fantasmi sono stati esplorati in serie come Ghost Whisperer - Presenze, Medium, Supernatural, l'adattamento televisivo de Il fantasma e la signora Muir (The Ghost e Mrs.) e Il mio amico fantasma (Randall e Hopkirk (Deceased)). Nella programmazione televisiva animata, i fantasmi sono stati l'elemento centrale in serie come Casper, Danny Phantom e Scooby-Doo, oltre a ruoli minori in vari altri programmi televisivi.
Resa popolare in parte dalla serie di film commedia Ghostbusters del 1984, la caccia ai fantasmi è diventata un hobby in cui vengono esplorati luoghi infestati. Il tema della caccia ai fantasmi è stato presentato in reality paranormali, come Fantasmi (A Haunting), Cacciatori di fantasmi (Ghost Adventures), Ghost Hunters, Ghost Hunters International, Ghost Lab e Most Haunted. È anche rappresentato nella televisione per bambini da programmi come The Ghost Hunter basato sulla serie di libri omonima e Ghost Trackers.
La serie televisiva indiana Aahat, che presentava storie di fantasmi e soprannaturali scritte da BP Singh, è stata trasmessa a partire dal 1995 per più di un decennio, con oltre 450 episodi.